# André Basile
André „Dédé“ Basile (* 14. September 1969 in Nizza) ist ein ehemaliger französischer Fußballspieler und jetziger -trainer.

## Spielerkarriere
Der aus Nizza stammende Bazile spielte in seiner Jugendzeit für den lokalen Verein OGC Nizza, ehe er sich 1986 zu einem Wechsel zu Olympique Marseille entschied. Dort wurde er in aller Regel in der drittklassigen zweiten Mannschaft eingesetzt. Dennoch lief er einige wenige Male für die erste Mannschaft in der ersten Liga auf, wodurch er 1989 sowohl Meisterschaft als auch den nationalen Pokal und 1990 die Meisterschaft gewann, ohne jedoch einen großen Anteil daran gehabt zu haben. Weil er in vier Jahren auf nur vier Erstligaeinsätze gekommen war, entschied sich Basile 1990 für einen Wechsel zum Zweitligisten FC Istres. Mit Istres spielte er eine gute Saison, in der die Mannschaft lange Zeit um den Aufstieg mitspielte. Basile hatte mit zwölf Toren Anteil am Erfolg seines Teams und sicherte sich dadurch auch die Aufmerksamkeit der Ligakonkurrenten. So kam sein Wechsel zum FC Mulhouse im folgenden Jahr zustande. Der angestrebte Aufstieg scheiterte aber an den Schwächen in der Abwehr und weil sich in den folgenden zwei Jahren ein ähnliches Bild ergab, verlängerte Basile seinen Vertrag 1994 nicht. Er unterschrieb in Südfrankreich beim ebenfalls zweitklassigen FC Perpignan, wo er im Angriff anders als zuvor nur als Joker vorgesehen war. Daher verließ er den Verein nach der ersten Saison wieder und ging zum Drittligisten Cercle Dijon. Auch hier fand er seine Form nicht zurück und entschied sich 1996, auch diesem Klub nach einem Jahr den Rücken zu kehren. Einen neuen Arbeitgeber fand er im SO Châtellerault, den er nach einer schwachen Saison, die mit dem Abstieg endete, verließ. Für die Saison 1997/98 lief er beim FC Tours auf. Nach eigenen schwachen Leistungen folgte am Ende der Saison der Gang in die vierte Liga zu Olympique Alès. In Alès gelang es ihm, seine Form wiederzuerlangen. Mit 15 Toren in der Saison 1999/2000 führte er sein Team in die dritte Liga. Er spielte zwei weitere Jahre für den Verein, ehe er 2002 seine aktive Karriere beendete. 

## Trainerkarriere
Kurz nach seinem Karriereende wurde er 2002 Jugendtrainer bei Alès. Ein Jahr später wurde er Übungsleiter der ersten Mannschaft, was er zunächst bis 2005 blieb. Nach einer Zwischenstation bei einem unterklassigen Verein aus Bagnols-sur-Cèze und Pont-Saint-Esprit kehrte er 2008 nach Alès zurück, um dort die Spieler der Reserve zu trainieren. Ein Jahr später wurde er zum Trainer der ersten Mannschaft befördert, was er jedoch nur für ein weiteres Jahr bis 2010 blieb. 2011 entschied er sich für ein Engagement bei einem unterklassigen Verein aus Lattes.